# Maladera golovjankoi
Maladera golovjankoi är en skalbaggsart som beskrevs av Medvedev 1952. Maladera golovjankoi ingår i släktet Maladera och familjen Melolonthidae. Inga underarter finns listade i Catalogue of Life.